# Bolivaria amnicola
Bolivaria amnicola är en bönsyrseart som beskrevs av Mistshenko. Bolivaria amnicola ingår i släktet Bolivaria och familjen Mantidae. Inga underarter finns listade i Catalogue of Life.